# Instituto de Estudos Avançados da Universidade de São Paulo

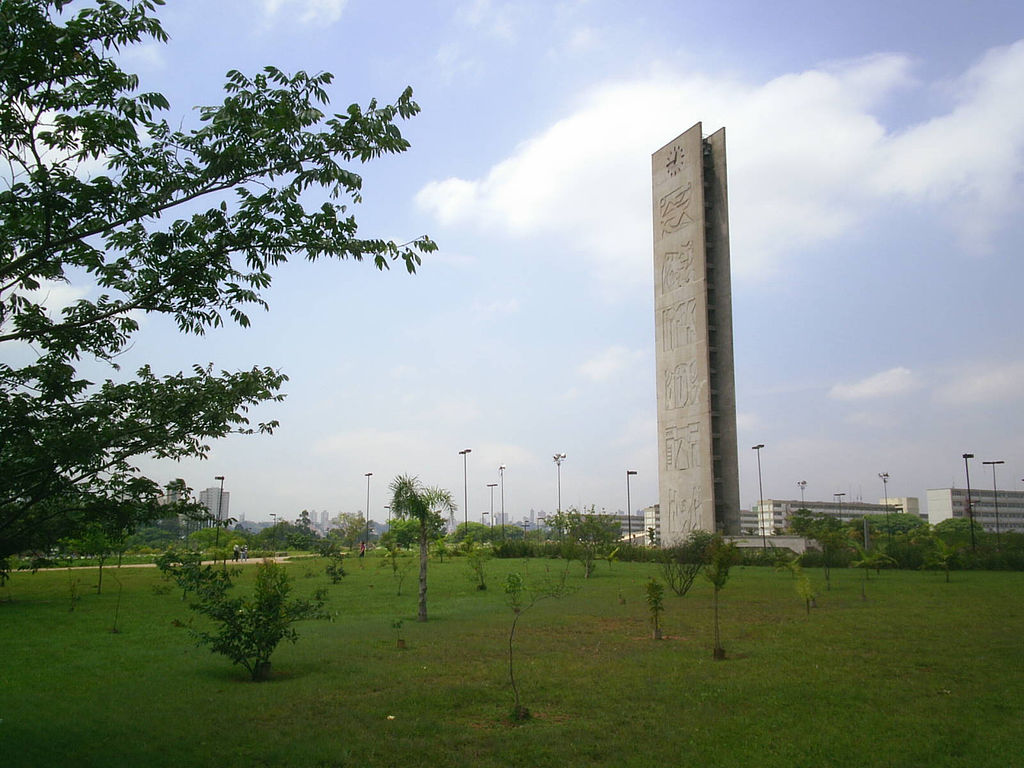
Instituto de Estudos Avançados da USP, Rua Praça do Relógio, Cidade Universitária.

O Instituto de Estudos Avançados da Universidade de São Paulo, IEA ou IEA/USP foi criado em 29 de outubro de 1986 com o objetivo de ser um fórum de análise interdisciplinar de questões de ponta nas ciências naturais, humanas e sociais, na tecnologia e nas artes, além de um articulador de ideias que subsidiem propostas de políticas públicas essenciais para o desenvolvimento econômico, social, institucional e cultural do Brasil.
Centrado no questionamento teórico e prospectivo a partir da articulação e do confronto de ideias, o IEA reúne pesquisadores e pensadores de diferentes áreas do conhecimento e tendências teóricas, além de profissionais e especialistas vinculados a organismos governamentais, organizações não governamentais e entidades de diversos setores da sociedade. Constitui, portanto, um lugar de experimentação conceitual e formulação de diretrizes de ação, propício à reflexão livre, criativa, inovadora e propositiva.

## Estrutura
O IEA é formado por três polos:
- São Paulo,
- São Carlos e
- Ribeirão Preto.

## Eventos
Os grupos de pesquisa e a direção do IEA realizam diversos eventos públicos durante o ano. Os eventos são bastante diversificados, incluindo conferências, seminários, mesas-redondas, debates e simpósios. Vários deles possuem caráter internacional.